# Wojny nie będzie
Wojny nie będzie – trzeci album studyjny polskiego zespołu hardcore punkowego Inkwizycja. Został wydany własnym sumptem przez zespół 21 listopada 2014. Zrealizowany został w studiach nagraniowych MaQ Records Studio w Wojkowicach, 3AKRAM w Krakowie oraz KWARTstudio w Bochni. Produkcji podjął się gitarzysta zespołu, Grzegorz "Drut" Włodek, natomiast całość zmiksowana i zmasterowana została przez Piotra Gruenpetera z Satanic Audio w Sosnowcu.

## Twórcy
Zespół Inkwizycja w składzie
- Dariusz "Ex Pert" Eckert – śpiew, drumla (10)
- Marek Daniec – gitara rytmiczna, gitara prowadząca
- Grzegorz "Drut" Włodek – gitara rytmiczna, gitara prowadząca, dzwonki (6), produkcja, skład graficzny płyty
- Łukasz "Bunio" Fiedorek – gitara basowa
- Hubert Wójcicki – perkusja

Goście
- Olga Eckert - skrzypce (5, 10)
- Grzegorz "Qpa" Polus - śpiew (5)
- Tymek Jędrzejczyk - śpiew (8)
- Grzegorz "Manat" Sadzak - gitara prowadząca (11)

Inni
- Piotr Gruenpeter – miks, mastering
- Robert "Nasti" Nastal – realizacja nagrań wokali
- Piotr Lekki – realizacja nagrań gitar i dzwonków
- Jan Herman - realizacja nagrań skrzypiec i drumli
- Piotr Błachut – projekt okładki

## Lista utworów
| 1.  | "Pasja"                    | 3:50  |
|     |                            |       |
| 2.  | "Złoto"                    | 3:13  |
|     |                            |       |
| 3.  | "Poker"                    | 3:43  |
|     |                            |       |
| 4.  | "Okoliczności łagodzące"   | 4:33  |
|     |                            |       |
| 5.  | "Gorycz"                   | 3:54  |
|     |                            |       |
| 6.  | "List do Pana Boga"        | 3:15  |
|     |                            |       |
| 7.  | "Nie nadstawiaj"           | 2:27  |
|     |                            |       |
| 8.  | "Zemsta"                   | 5:14  |
|     |                            |       |
| 9.  | "Spacer miejski"           | 3:52  |
|     |                            |       |
| 10. | "Głupie pytania"           | 3:16  |
|     |                            |       |
| 11. | "Ballada na koniec świata" | 4:49  |
|     |                            |       |
|     |                            | 42:06 |
|     |                            |       |